# M2M模式
M2M模式（Mobile-to-Mobile），是基于移动端的移动互联网模式。指用户通过移动端来获取服务，商家在移动端提供服务。用户使用移动端消费、支付和社交，商家使用移动端进行经营、收费和管理。M2M模式的核心就是商家和企业为大众提供私人订制且移动的服务。
早在2005年8月，學界即有Mobile-to-Mobile付費系統的相關論文發表。